# Francisco Martínez (pintor)

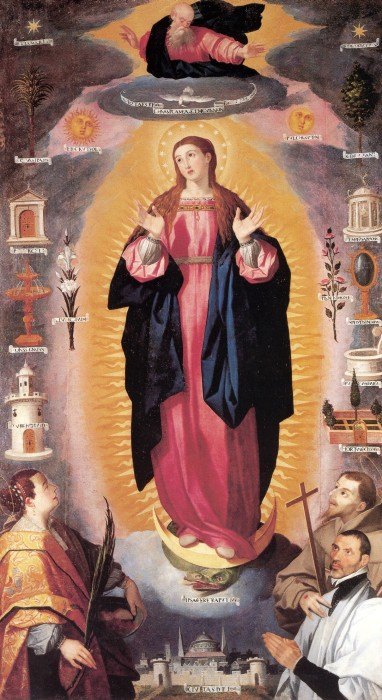
La Inmaculada con Santa Águeda, San Francisco y don Andrés de Vega, 1609, Museo Nacional Colegio de San Gregorio, Valladolid, óleo sobre lienzo (291 x 166 cm.) procedente del monasterio de San Benito el Real.

Francisco Martínez (Valladolid, 1574-Medina del Campo, 1626) fue un pintor barroco español, hijo de Gregorio Martínez, que fue el más significativo pintor vallisoletano de la segunda mitad del siglo XVI. Descendiente de una extensa familia de pintores con amplia clientela en los medios eclesiásticos de Valladolid y su entorno, Francisco sobresalió por sus dotes para el retrato.

## Biografía y obra
Miembro de un activo taller de pintura, ocupado también en labores de dorado, consta que en enero de 1598, el mismo año del fallecimiento de su padre, Francisco Martínez fue llamado a San Millán de la Cogolla para realizar diversos trabajos tanto de pintura historiada como de dorado de retablos y encarnado de los medallones de la iglesia. En el contrato se indicaba, además, que Martínez residía al presente en el monasterio jerónimo de Nuestra Señora de la Estrella, de donde proceden cuatro lienzos de santos conservados en el Seminario de Logroño que podrían pertenecerle, ampliando considerablemente el radio de influencia del taller vallisoletano.
En su pintura, de dibujo preciso y colores claros, aún manierista en muchos aspectos, destacan sus dotes de retratista puestas de manifiesto en las figuras de los donantes de algunas de sus obras más notables: San Miguel con don Antonio de Aguilar (Valladolid, Museo Diocesano), Virgen con el Niño y donantes (Alaejos, Museo de Santa María), Inmaculada con donantes (Santa María la Real de Nieva) y la Inmaculada con santos Francisco y Águeda y don Andrés de Vega (Valladolid, Museo Nacional de Escultura), contratado en 1609 por el clérigo Andrés de Vega junto a su marco.
El 16 de mayo de 1611, hallándose enfermo, redactó su testamento en el que mencionaba un lienzo «de Nicodemus al natural» que tenía en su poder, sin haberlo pagado aún, el prior del monasterio jerónimo de La Mejorada. Parece probable que se trate de la Visita de Nicodemo a Jesús, trasferido tras la desamortización junto con su retablo desde aquel monasterio a la iglesia parroquial de Santa María de Olmedo. Obra de calidad, atribuida también a su padre, el lienzo es interesante tanto por su infrecuente iconografía, aunque inspirado en un grabado de Johan Wierix, como por el estudio de iluminación artificial, a la manera de lo que se encuentra en la pintura escurialense, y cercano al modo de hacer de Fernández Navarrete, cuya obra pudo conocer Francisco durante su estancia en La Rioja. 
Recuperado de la enfermedad, en 1616 contrató con Enrique Trozo la pintura decorativa de la capilla de Santa Ana en la colegiata de San Miguel de Ampudia (Palencia). Rasgos manieristas se encuentran también en la Anunciación y la Adoración de los pastores conservadas en la iglesia de San Miguel de Valladolid, contratadas en 1618 junto con otras dos telas dedicadas a San Miguel, para el primitivo retablo mayor con esculturas de Gregorio Fernández. Un año después contrató tres lienzos para un retablo de la ermita de la Virgen de la Casita en Alaejos, donde ya había trabajado en 1604 en un retablo de Esteban Jordán, «que an de ser de las figuras del glorioso San Juachin y Santana a la puerta dorada y en el mismo lienzo para ornato y adorno del en los lejos el mismo santo con su ganado y perros y otros pastores aposentados», una Presentación de la Virgen en el templo y el Padre Eterno en el remate. Además se comprometía a pintar para un pilar de la misma ermita el milagro protagonizado por la imagen titular de Santa Ana, cuando la quisieron sacar del pueblo en un carro tirado por bueyes y ella lo impidió. Consta, sin embargo, que el pintor no cumplió el encargo, quizá por exceso de trabajo, siendo encarcelado por ello en Valladolid.
En 1622 se encontraba en Medina del Campo, trabajando en la Colegiata de San Antolín en la pintura de cuatro lienzos de la infancia de Jesús para el primitivo retablo mayor de la capilla de las Angustias, dejando algunas otras obras en distintas iglesias y conventos de esta ciudad, en la que falleció en 1626, como el pequeño retablo de la Virgen de la Expectación, en la parroquia de Santiago y el cuadro de la Aparición del Nazareno a San Juan de la Cruz, del convento de carmelitas descalzos.